# 므나쎄 지파

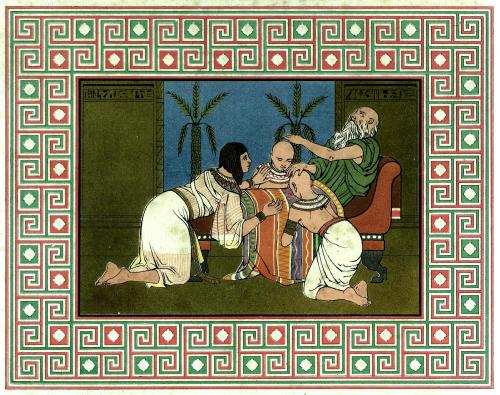
야곱이 므나쎄, 에브라임을 축복하는 모습.

므나쎄 지파(공동번역성서, 로마가톨릭), 므낫세 지파(개신교)(히브리어: מְנַשֶּׁה‎, 현대 히브리어: Menaše, 티베리아 히브리어: Mənaššé)는 이스라엘의 열두 지파 중 하나이다. 야곱의 손자이자 요셉의 장자인 므나쎄가 그 선조로 여겨진다.

## 지리적 요건
므나쎄 지파는 요셉의 두 아들(므나쎄, 에브라임) 중 장자인 므나쎄의 후손을 가리킨다. 므나쎄 지파는 땅을 두 군데 나누어 가지고 있었다. 이스라엘 땅을 분배받을 때 므나쎄 지파의 반은, 르우벤과 갓과 더불어 요르단강 동편의 땅을 분배받는다. 나머지 '므나쎄 반지파'는 요르단강 서편인 가나안 땅을 분배받는다. 각 지도마다 조금씩의 차이는 있지만 요르단강 동쪽과 서쪽에 영토를 지니고 있었다. 동쪽에 있는 지파는 특히 마길 갈래가 주를 이루고 있었다. 그들은 길르앗 북부 지역에 자리를 잡았다. 므나쎄 지파는 다른 지파들이 요단강 서편을 정복하는 것을 도왔다. 나머지 반지파는(요르단 동쪽에 있는 므나쎄 지파) 요르단강에서 서쪽으로 지중해까지 이르는 지역, 곧 에브라임 지파의 북쪽이며, 아셀과 스불론과 잇사갈 지파의 남쪽에 있던 광활한 땅을 분배받았다. 에브라임 지파는 므나쎄 지파와 경계에 있던 몇몇 성을 차지하였다. 마찬가지로 므나쎄 지파도 이싸갈지파와 아셀지파의 영토 안에 있던 일부 성들이 자기들의 소유라고 주장했으나, 이곳에 사는 가나안 원주민을 쫓아내지는 못하였다. 하지만 후에 가나안 원주민들을 정복하여 종으로 삼았다.

## 판관
판관 기드온은 므나쎄 지파의 마길 갈래 중 아비에셀 가족에 속해 있는 사람이었다. 그리고 마찬가지로 판관 입다는 므나쎄 지파의 마길 갈래 중 길르앗 갈래 사람이었다.

## 분열 왕국 시대
다윗은 시글락(오늘날의 텔 엘-쿠웰페)에서 어려움을 겪을 때 므나쎄 사람들의 도움을 받았다. 그리고 아사 왕의 정치에 야훼 하느님이 함께하신다는 소식을 듣고 남왕국 유다로 이주하기도 했다.

## 같이 보기
- 브네이 므낫세